# Ashrafpur Kichhauchha
Ashrafpur Kichhauchha – miasto w północnych Indiach w stanie Uttar Pradesh, na Nizinie Hindustańskiej.
Populacja miasta w 2001 roku wynosiła 13 420 mieszkańców.